# Ulrich Leiner (Politiker)

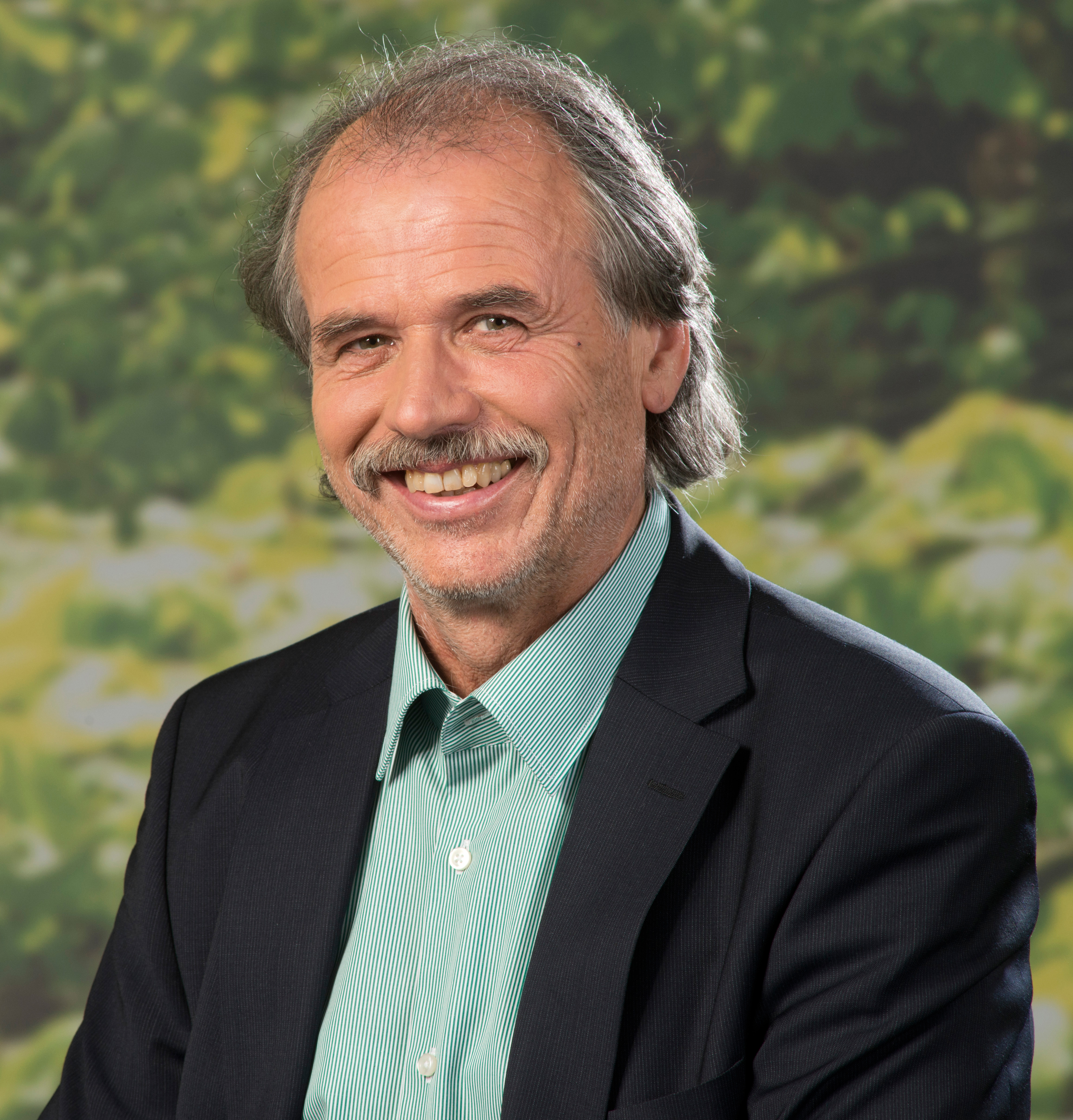
Ulrich Leiner (2013)

Ulrich Leiner (* 20. Juni 1953 in München) ist ein deutscher Biobauer und ehemaliger Abgeordneter des Bayerischen Landtags (Bündnis 90/Die Grünen).

## Biographie
Ulrich Leiner studierte in München Agronomie mit dem Ziel Berufsschullehrer. Er betreibt seit 1989 den Biobauernhof „Ziegenhof Leiner“ in Sulzberg im Oberallgäu. Er ist verheiratet und hat zwei Töchter und einen Sohn.

## Politik
Für seine Partei gehört Ulrich Leiner dem Kreistag des Landkreises Oberallgäu an. Nach der Landtagswahl in Bayern 2013 wurde er als Nachrücker für Adi Sprinkart Mitglied des Landtages. Bei der Wahl war er vom letzten Listenplatz der Bezirksliste Schwaben auf Platz 3 vorgewählt worden. Im Jahr 2018 kandidierte er nicht mehr. 
Er war stellvertretender Vorsitzender im Landwirtschaftsausschuss und Mitglied im Ausschuss für Gesundheit und Pflege im Bayerischen Landtag.